# Ermonti
Ermonti (arabo أرمنت Armant) è una località dell'Egitto situata a circa 10 km a sud-ovest di Luxor.
Il toponimo attuale contiene il nome della divinità venerata durante il periodo egizio, Montu.
Il nome greco della località fu Hermonthis mentre l'originario nome egizio, attestato a partire dal Primo periodo intermedio è
| O28 | n · Z4 · O49 |

 ywn y - Iuni
La località ospita una necropoli predinastica e le rovine del tempio dedicato a Montu risalente a Thutmose III.
La necropoli comprende anche il cimitero dei tori Bukhis, il cui culto divenne rilevante in epoca ellenistica.

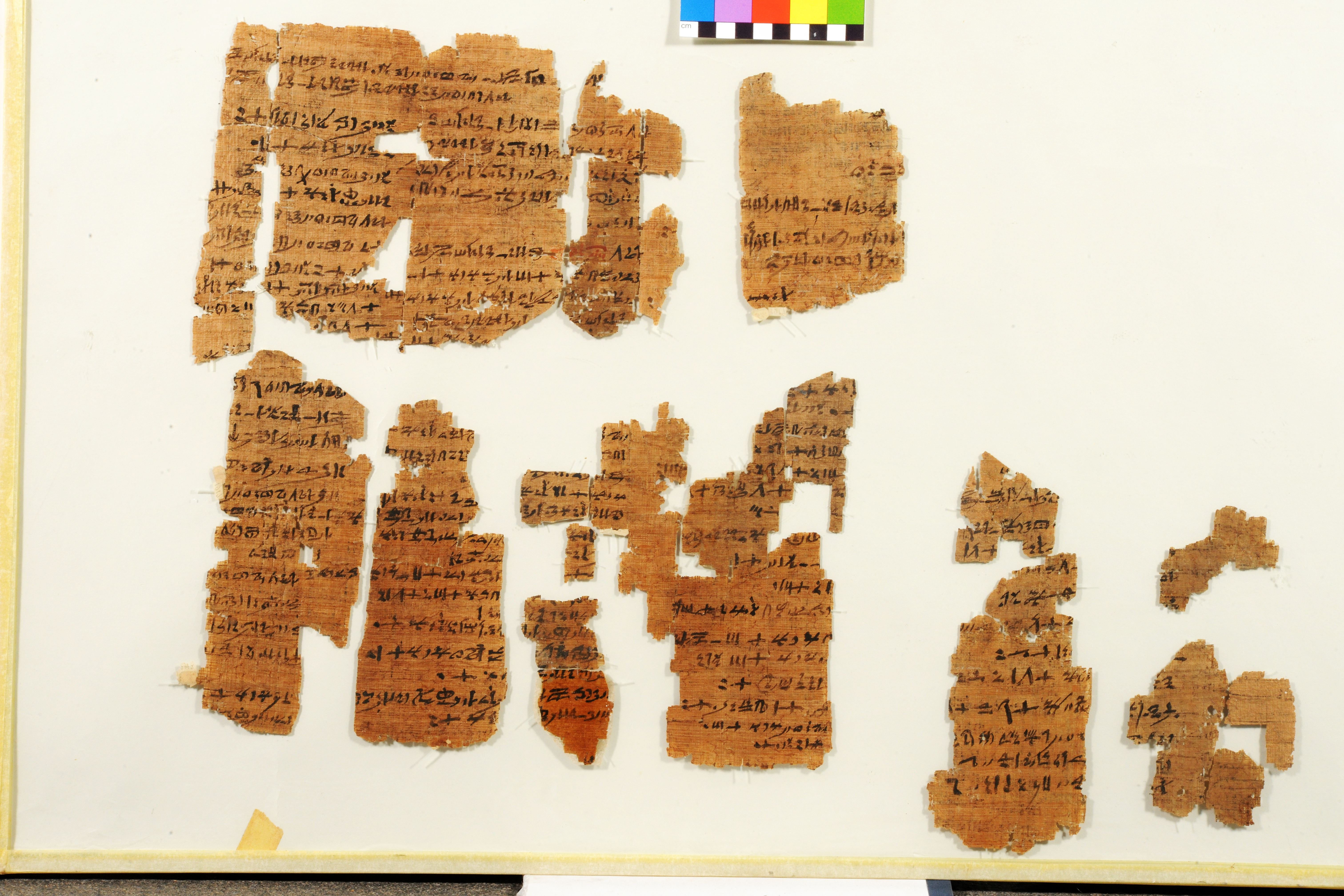
Papiro recante il calendario delle festività del tempio di Montu ad Armant. Tra il 1190 e il 1077 a.C., Nuovo Regno. Museo Egizio, Torino.